# Gonzales (Louisiana)
Gonzales è un comune degli Stati Uniti d'America, situato nello Stato della Louisiana, nella parrocchia di Ascension.